# Standard Chartered
Standard Chartered est une banque britannique fondée en 1853, dont le siège social est à Londres. Elle est cotée sur l’indice FTSE 100 de la bourse de Londres et figure parmi les 30 plus grosses capitalisations boursières britanniques.
Bien que fondée en Grande-Bretagne, la banque a très peu de clients au Royaume-Uni.Standard Chartered est le 1er groupe bancaire dans les pays émergents. Standard Chartered exerce ses activités dans le monde entier, principalement en Asie-Pacifique (environ 65 %), ainsi qu'en Europe (25 %) et en Afrique (10 %). 30 % de ses bénéfices provenaient de Hong Kong en 2004[réf. nécessaire].

## Histoire
Standard Chartered a été créée par la fusion de deux banques britanniques d'outre-mer : Standard Bank of British South Africa et The Chartered Bank of India, Australia and China.

### Chartered Bank
Chartered Bank est l'une des plus anciennes banques ayant été fondées, ceci par une charte royale en 1853 de la Reine Victoria. En 1858, Chartered Bank ouvre ses premières filiales à Calcutta et Bombay puis, peu après à Shanghai. L'année suivante, des filiales sont ouvertes à Hong Kong et à Singapour. De 1860 à 1900, Chartered Bank a ouvert des bureaux à travers toute l'Asie. Au début 1900, Chartered Bank est devenue la première banque étrangère à obtenir le droit d’exercer à New York.
En 1957, Chartered Bank acquiert l'Eastern Bank et son réseau présent à Aden, au Bahreïn, à Beyrouth, à Chypre, au Liban, au Qatar et aux Émirats arabes unis.

### Standard Bank
L'année 1862, marque la fondation de Standard Bank par un groupe de businessmen mené par l'Écossais John Paterson. L'année suivante, la Standard Bank ouvre une filiale à Port Elizabeth en Afrique du Sud. De 1890 aux années 1910, la Standard Bank a ouvert des succursales à travers l'Afrique. 
Au milieu des années 1950, la Standard Bank possède 600 agences en Afrique. En 1953, elle fut la seule banque jugée dans l'affaire des piastres (1948-1953). En 1965, Standard Bank fusionne avec Bank of British West Africa. Cette fusion permet de développer son réseau avec de nouvelles filiales au Nigeria, au Ghana, en Sierra Leone, au Cameroun et en Gambie.

### Standard Chartered
1969 marque la fusion amicale entre Standard Bank et Chartered Bank pour former une nouvelle entité appelée Standard Chartered. Dès lors, Standard Chartered acquiert Hodge group et Wallace Brothers group puis ouvre de nouveaux bureaux en Europe, en Argentine, au Canada, au Panama, au Népal et aux États-Unis. Le groupe acquiert également 3 banques américaines dont Union Bank of California qui lui ouvre le marché du Brésil et du Venezuela.
Vers la fin des années 1980, la banque britannique Lloyds lance une OPA hostile sur Standard Chartered. Cette tentative échoue et Standard Chartered conserve son indépendance.
Dans les années 1990, le groupe continue son développement comme au Viêt Nam en 1990, le Cambodge et l'Iran en 1992, la Tanzanie en 1993 et le Myanmar en 1995.
En janvier 2015, Standard Chartered annonce la suppression de 2 000 postes, après que 2 000 ont été supprimés les mois précédents. En parallèle près de 100 agences devraient être fermées. En juin 2015, Standard Chartered vend sa participation dans China Cinda Asset Management, une structure de défaisance pour 215 millions de dollars.
En novembre 2015, Standard Chartered annonce la suppression de 15 000 postes entre 2015 et 2018. Il annonce dans le même temps une levée de fonds de 5,1 milliards de dollars pour le même mois.
En 2021, la banque est confrontée à une plainte de la part de proches de soldats morts en Afghanistan qui l'accuse d'avoir indirectement financé Al Qaïda et les talibans.
En avril 2022, Standard Chartered annonce son intention de vouloir abandonner ses activités au Cameroun, en Angola, au Sierre Leone, en Gambie et au Zimbabwe. L'objectif est de re-centraliser les activités sur les pays à fort potentiel de croissance.

## Activités
- Banque de financement, d'investissement et de marché : financement du commerce, crédits syndiqués, vente de produits structurés, gestion de trésorerie et de taux, compensation et conservation de titres, gestion de fonds.

- Banque de détail  : vente de produits et de services bancaires classiques, émission de cartes de crédit, crédits à la consommation et immobiliers, crédits aux PME, banque en ligne.

- Banque commerciale.

- Banque privée.

## Principaux actionnaires
Au 27 janvier 2020:
| Temasek Holdings                      | 16,2% |
| Dodge & Cox                           | 3,81% |
| Schroder Investment Management        | 3,41% |
| Norges Bank Investment Management     | 3,16% |
| BlackRock Investment Management       | 2,62% |
| The Vanguard Group                    | 2,32% |
| Templeton Global Advisors             | 2,07% |
| BlackRock Fund Advisors               | 2,01% |
| Legal & General Investment Management | 1,92% |
| Standard Life Investments             | 1,77% |

## Communication
Standard Chartered devient le sponsor officiel et principal du club anglais de football de Liverpool depuis la saison 2010-2011 remplaçant Carlsberg.